# Checking Out – Alles nach meinen Regeln
Checking Out – Alles nach meinen Regeln (Originaltitel: Checking Out) ist eine US-amerikanische Filmkomödie aus dem Jahr 2005. Der Film wurde im deutschsprachigen Fernsehen unter dem Titel Applebaums großer Auftritt ausgestrahlt.

## Handlung
Der exzentrische New Yorker Morris Applebaum war ein gefeierter Shakespeare-Darsteller am Broadway und ist Vater von drei längst erwachsenen Kindern. Mittlerweile ist er in Pension, aber noch immer ein gewitzter Exzentriker, der sich trotz aller Vitalität vorgenommen hat, seinem Leben selbstbestimmt ein Ende zu setzen. Seinen neunzigsten Geburtstag plant er auf die ihm einzig sinnvoll erscheinende Weise anzugehen, indem er „abtritt“, so lange das Leben noch erträglich ist. Zur Feier des Tages verschickt er versiegelte Briefe an seine Kinder. Umgehend zwar, aber mit gemischten Gefühlen machen sie sich aus verschiedenen Landesteilen auf den Weg nach Manhattan: Ted, der als Jugendpsychologe unglücklich seinen Lebensunterhalt bestreitet, Flo(rence) ist alleinstehend und arbeitet als Sitcom-Produzentin, Barry ist in den Augen seines Vaters ein „Naziautohändler“ mit Frau und zwei Kindern, denen ihr Großvater ein Fremder ist.
Morris Applebaum ist ein unverbesserlicher Showman und will sich, nachdem diverse Dinge geregelt sind, gebührend verabschieden. Dazu gehörte als erste zu erledigende Aufgabe, seine drei gegenseitig entfremdeten Kinder über seine Freitod-Pläne zu informieren und zu einer Feier einzuladen, aber auch um seine zahlreiche Freunde nochmals sehen zu können. Der Applebaum-Nachwuchs versucht nun, ihn von seinem Vorhaben abzubringen, hat allerdings so sehr mit sich selbst zu kämpfen, dass ihr ungewöhnlicher Vater dagegen vergleichsweise normal erscheint. Der geschiedene Psychologe Ted hätte selbst eine Therapie nötig, Flo hadert mit ihrem Single-Dasein als 40-Jährige und hat Komplexe wegen ihres vermeintlich trivialen Berufs, und der Familienvater und Autohändler Barry ringt vergeblich um die Anerkennung seines Vaters. Er zog sich dessen Zorn zu, weil er seinen jüdischen Namen in Apple geändert hat und Luxuslimousinen aus Deutschland verkauft, von wo Morris und seine geliebte, aber vor ihm verstorbene Ehefrau in die USA geflohen waren. Morris liebt seine Kinder zwar über alles, aber ein einfacher Vater war er nie, und so leicht von seinem Vorhaben abzubringen ist er nicht. Unterstützt vom Geronto-Psychologen Dr. Sheldon Henning, der sich unversehens in Flo verliebt, machen sich die Geschwister sowie Morris’ Schwiegertochter und seine zwei Enkelkinder auf die Suche durch Greenwich Village nach dem mit Hilfe eines befreundeten Taxifahrers „ausgebüxten“ Applebaum. Sie durchleben gemeinsam einige seiner und ihrer Lebensstationen in New York, wo Morris die Leben von zahlreichen Bewohnern gekreuzt und nachhaltig verändert hat.

## Kritiken
Cinema.de meinte, der Film sei ein „geistreiches Kammerspiel mit Wort- und Situationswitz nach Allen Swifts Theaterstück“.

## Auszeichnungen
- 2005: Palm Beach International Film Festival, Best Actress für Laura San Giacomo[3]
- 2005: Palm Beach International Film Festival, Best Director für Jeff Hare[3]
- 2005: Phoenix Film Festival, Copper Wing Award, Best Picture, für Jeff Hare[3]
- 2005: Phoenix Film Festival, Copper Wing Award, Best Screenplay für Richard Marcus[3]
- 2005: WorldFest Houston, Platinum Award, Independent Theatrical Feature Films & Videos – Comedy für Mark Stuart Lane[3]

## Hintergründe
Das Drehbuch wurde von Richard Marcus nach dem gleichnamigen Theaterstück von 1976 von Allen Swift verfasst. Checking Out wurde in New York City gedreht, mit ergänzenden Aufnahmen in Los Angeles und Kanada. Seine Weltpremiere fand am 10. April 2005 anlässlich des Phoenix Film Festivals statt, eine deutschsprachige DVD erschien am 12. Februar 2008. Produziert wurde die Komödie von den Full Circle Studios und der Fully Attired Film Group LLC und ist im Verleih von FilmWorks Entertainment.